# 労働安全衛生総合研究所

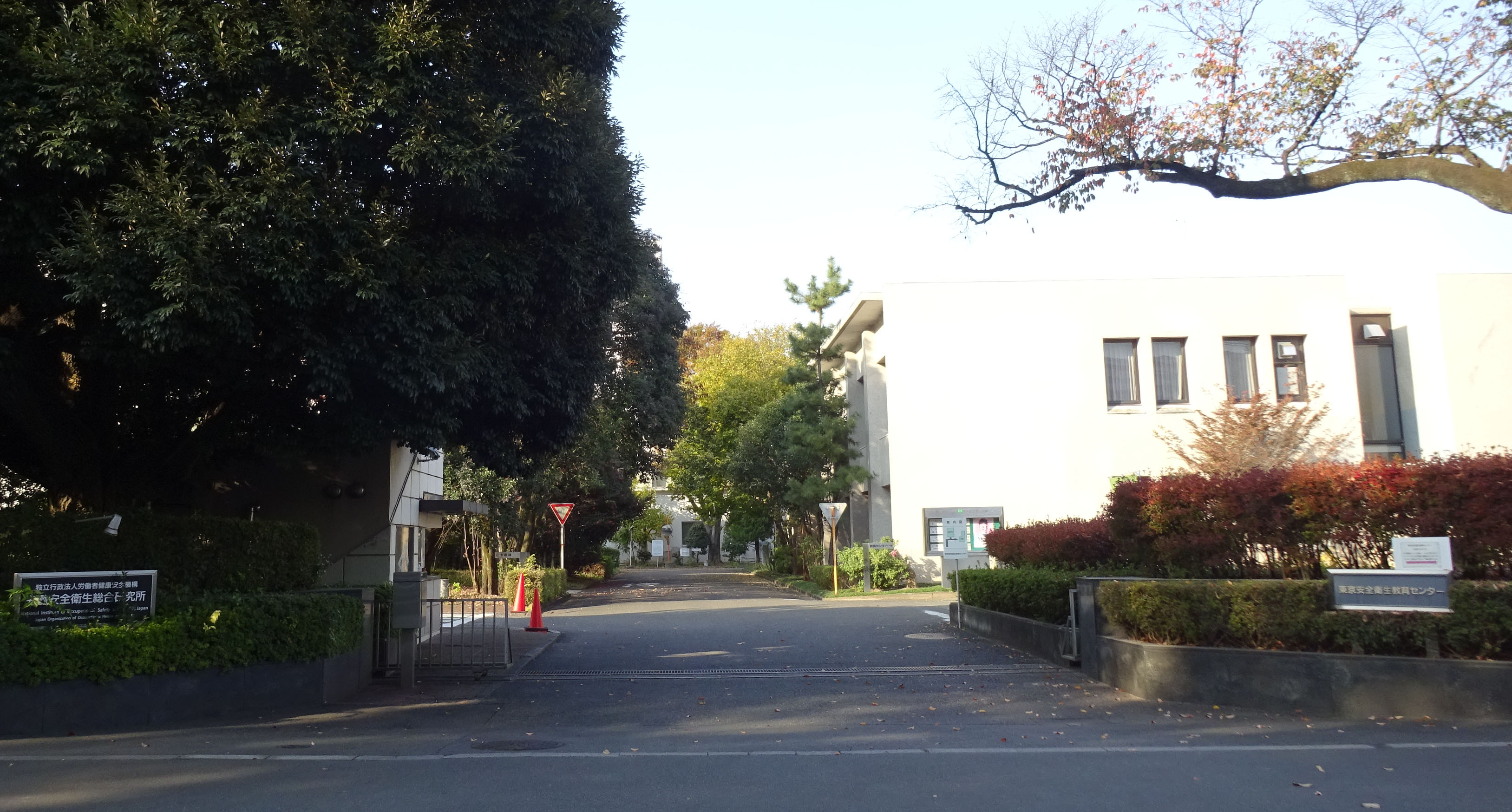
労働安全衛生総合研究所（清瀬地区）

労働安全衛生総合研究所（ろうどうあんぜんえいせいそうごうけんきゅうじょ）は独立行政法人労働者健康安全機構傘下の研究所。2006年に厚生労働省所管の産業安全研究所および産業医学総合研究所が統合されて設置され、2016年に従前の労働者健康福祉機構と統合されて労働者健康安全機構の傘下研究所となった。

## 概要
目的
事業場における災害の予防並びに労働者の健康の保持増進及び職業性疾病の病因、診断、予防その他の職業性疾病に係る事項に関する総合的な調査及び研究を行うことにより、職場における労働者の安全及び健康の確保に資することを目的とする。（独立行政法人労働安全衛生総合研究所法3条）
所在地
- 清瀬地区 ： 東京都清瀬市梅園1-4-6
- 登戸地区 ： 神奈川県川崎市多摩区長尾6-21-1

## 沿革

### 産業安全研究所
- 1942年1月30日	東京市芝区に厚生省産業安全研究所として設立。
- 1942年11月1日  厚生省研究所へ統合され産業安全部となる（勅令第762号）。
- 1946年5月1日   厚生省研究所を廃止し、厚生省に産業安全研究所を再置する（勅令第248号）。
- 1947年9月1日	労働省の発足とともに、労働省産業安全研究所となる。
- 2001年1月6日	厚生労働省の発足とともに、厚生労働省産業安全研究所となる。
- 2001年4月1日	独立行政法人通則法の施行に伴い、独立行政法人産業安全研究所となる。

### 産業医学総合研究所
- 1949年5月	労働省労働基準局労働衛生課分室「けい肺試験室」設立。
- 1956年4月	労働省労働衛生研究所となる。
- 1976年7月	労働省産業医学総合研究所開所。
- 2001年1月	厚生労働省産業医学総合研究所となる。
- 2001年4月1日	独立行政法人産業医学総合研究所となる。

### 統合後
- 2006年4月1日 - 統合し独立行政法人労働安全衛生総合研究所設置。
- 2016年4月1日 - 改組し独立行政法人労働者健康安全機構　労働安全衛生総合研究所となる。